# Thủy thủ Sao Thổ
Sailor Saturn (セーラーサターン Sērā Satān) hay còn còn gọi là Tomoe Hotaru (土萠 ほたる Tomoe Hotaru Thổ Manh Huỳnh) là nhân vật trong bộ truyện Sailor Moon được viết bởi Naoko Takeuchi. Hotaru xuất hiện trong Infinity Arc, cô là thành viên cuối cùng xuất hiện của nhóm Chiến binh Thủy thủ và chiến đấu để bảo vệ hệ mặt trời khỏi bọn ác quỷ. 
"Tôi chính là sứ giả của địa ngục. Được bảo hộ bởi Thổ Tinh, hành tinh của Sự Chết Chóc. Chiến binh của Sự Tĩnh Lặng, Thủy Thủ Sao Thổ."

## Thân thế
Hotaru sinh ngày 6 tháng 1, mang nhóm máu AB, thuộc chòm sao Ma Kết. Cô có ngoại hình của một thiếu nữ 12 tuổi khá nhỏ bé, xanh xao, làn da rất trắng và có mái tóc đen ngắn. Thân thể cô rất yếu ớt và cô thường xuyên mặc đồ tối màu để che đi các vết thương của mình.

### Anime 90s
Một vụ tai nạn trong phòng thí nghiệm của Tomoe Soichi đã giết chết con gái ông là Tomoe Hotaru. Germatoid, một Daimon từ Hệ tinh tú Tau, hứa sẽ hồi sinh Hotaru nếu Souichi chấp nhận điều kiện của hắn. Souichi đang quẫn trí liền đồng ý để Germatoid chiếm lấy thân thể ông, bên cạnh đó thân thể của Hotaru cũng bị chiếm bởi Mistress 9 (Công nương 9). Khi Germatoid đã chiếm lấy toàn bộ Souichi Tomoe, ông trở nên lạnh lùng, không quan tâm gì đến con gái, chỉ suốt ngày ở trong phòng thí nghiệm chế tạo ra các quái vật Daimon để hỗ trợ Pharaoh 90 trong việc chiếm lấy Trái đất. Còn Mistress 9 vẫn ngủ yên trong cơ thể của Hotaru, chỉ thỉnh thoảng mới xuất hiện. Hotaru cố gắng để trở lại cuộc sống bình thường nhưng vì sự hiện hữu quá lớn của Mistress 9, cô trở nên yếu ớt và thiên về sống một cách bí ẩn. Cô còn có một khả năng là chữa khỏi những bệnh thông thường trong vài giây.

Hotaru dưới nét vẽ của tác giả Naoko Takeuchi

Vì năng lực kì lạ và tính cách khó lý giải, Hotaru bị các bạn tẩy chay và sống một cách khép kín. Tuy nhiên, cô gặp Chibiusa khi đang thăm vườn quốc gia Juuban. Sau khi cô phát hiện ra Chibiusa không sợ khả năng của cô, cả hai đã trở thành bạn bè thân thiết. Tuy nhiên, tình bạn bị cắt đứt, khi Pure Heart Crystal của Chibiusa bị đánh cắp bởi Kaolinite và được dùng để thức tỉnh Mistress 9. Cơ thể Hotaru đã bị Mistress 9 kiểm soát còn phần linh hồn của cô bị đẩy ra ngoài. Mistress 9 đã thành công trong việc lấy Cốc thần từ Sailor Moon để chuyển hóa sức mạnh của nó cho Pharaoh 90.
Hotaru không bị đánh bại, cô đã có thể tự điều khiển của mình. Cuối cùng, cô được thức tỉnh dưới dạng Thủy thủ Sao Thổ (Sailor Saturn). Sự có mặt của Saturn lấn át hoàn toàn Mistress 9, tiêu diệt vĩnh viễn ả. Sau khi trả lại Pure Heart Crystal cho Chibiusa, Saturn quyết tâm tiêu diệt Pharaoh 90 bằng cách sử dụng năng lượng lớn nhất của cô. Sailor Moon phản đối, biết rằng nó có thể lấy đi tính mạng của Hotaru. Sailor Saturn khước từ, và đánh vào thẳng bên trong Pharaoh 90.  Cô dự định sẽ tiêu diệt Pharaoh 90 từ bên trong, nhưng, đã được dự đoán trước, trận chiến giết cô. May mắn thay, Sailor Moon bước vào Pharaoh 90 và lấy lại được em bé được tái sinh Hotaru từ trong Pharaoh 90 trước khi nó biến mất. Hotaru được hồi sinh thành một em bé, và cuối cùng đưa về cho bố, người đã bị chứng quên nhưng thoát khỏi sự điều khiển của Germatoid.
Em bé Hotaru sống với bố được một thời gian, nhưng rồi Setsuna Meioh (Sailor Pluto) đến để đưa cô sống cùng các Outer Senshi khác, nhận thức được rằng sức mạnh của cô sẽ trỗi dậy trong trận chiến sắp tới với Queen Nehellenia. Khi bị tấn công bởi một Mirror Paredi, sức mạnh của Hotaru xuất hiện, tiêu diệt tất cả bọn chúng và trở nên lớn hơn chỉ trong vài giây. Cô tiếp tục lớn nhanh hơn, trở thành một thiếu niên vài tuần sau đó, và thức tỉnh lần nữa thành Super Sailor Saturn, nhớ lại cuộc sống trước của cô. Sức mạnh của cô giúp Sailor Uranus, Sailor Neptune và Sailor Pluto đạt được sức mạnh Super, và còn hỗ trợ Super Sailor Moon đạt được Eternal Sailor Moon.

### Manga
Cuộc sống đằng sau của cô khá giống trong anime, nhưng ở tai nạn trong phòng thí nghiệm, Hotaru bị thương nặng chứ không bị giết, và cha cô sử dụng một nghiên cứu bị cấm của ông để biến cô thành một sinh vật nửa người nửa máy để cứu cô. Cùng lúc đó, ông cũng cấy vào cô một trong những quả trứng ông nhận được từ Death Busters.
Hotaru gia nhập trường của cha cô sáng lập nên, Học viện Mugen. Cô luôn mang hình ảnh của một cô bé ốm yếu và bị ruồng bỏ, hay thay đổi tính tình một cách kì lạ (ví dụ, khi 2 nữ sinh trêu chọc cô, mắt cô bỗng sáng lên và cô bẻ gãy hộp bút kim loại trong tay). Cô gặp Chibiusa khi cô bé lẻn vào sân trường để tìm chiếc mũ bị gió cuốn đi. Khi cả hai người bị tấn công bởi một con mèo bị chiếm hữu bởi Daimon, Usagi và Chibiusa đã buộc phải biến hình trước mặt Hotaru. Hotaru hứa sẽ giữ bí mật, và dùng sức mạnh kì lạ để làm lành vết thương trên cánh tay Chibiusa.
Mối quan hệ giữa Chibiusa và Hotaru trong manga được miêu tả ít thân mật hơn so với anime phiên bản 90s. Cụ thể là khi Chibiusa đến trả chiếc khăn của Hotaru đã đưa cô quấn quanh vết thương trên cánh tay, cô biết được rằng Hotaru vẫn còn những vết sẹo từ một tai nạn hồi bé và thường mặc ống tay dài để che chúng. Khi Hotaru ngã quỵ vì một cơn đau từ căn bệnh của cô, Chibiusa đã chữa cho cô với Silver Crystal.
Cuối cùng, 3 Outer Senshi nói với nhau rằng Hotaru chính là Sailor Saturn, người mang đến cái chết và hủy diệt thế giới. Để ngăn chặn cô khỏi thức tỉnh và hủy diệt thế giới, họ lập kế hoạch giết Hotaru, bởi vì đằng nào cô cũng sẽ chết sớm vì sức khỏe tệ hại của cô. Chibiusa tới để cảnh báo Hotaru, nhưng vừa lúc đó Mistress 9 thức tỉnh và cướp Silver Crystal của Chibiusa.
Tuy nhiên, cho dù Mistress 9 điều khiển cơ thể cô, linh hồn của Hotaru vẫn tồn tại và quan sát hết tất cả các sự việc. Cô nói tạm biệt với người cha của mình sau khi Sailor Moon giết ông, nhận ra rằng cha thật của cô đã chết từ lâu, cô bảo vệ linh hồn của Chibiusa và sức mạnh của Silver Crystal từ tay Mistress 9, cố gắng đuổi thực thể đó ra khỏi cơ thể của mình. Khi Mistress 9 cố gắng ăn tươi nuốt sống linh hồn của các Inner Senshi để có nhiều năng lượng, Hotaru đã giải thoát cho họ trở lại cơ thể chính mình, và trả lại Silver Crystal cho Chibiusa. Cô biến mất sau đó, nhưng nhanh chóng trở lại dưới hình dạng Thủy thủ sao thổ, cùng với Thủy thủ sao Diêm Vương (Sailor Pluto) tiêu diệt Pharaoh 90, đánh đổi lại là cái chết của cô (bị hút cùng với Pharaoh 90 sang một khoảng không-thời gian khác).
Sau sự qua đời của Sailor Saturn khi cô thoát khỏi Death Buster, Outer Senshi phát hiện ra Hotaru đã tái sinh trong hình dạng một bé sơ sinh khỏe mạnh. Họ nhận nuôi cô bé, và trong Dream arc của manga xuất hiện hình ảnh bốn người họ sinh sống cùng nhau. Lúc đầu Hotaru không nhớ gì về sức mạnh của cô ở kiếp trước, mặc dù cô lớn lên từ lúc sơ sinh cho đến khi cô trở thành một thiếu niên chỉ trong vài tháng ngắn ngủi, và thể hiện sự thông minh vượt xa tuổi. Cô thỉnh thoảng bộc lộ khả năng kì lạ, như việc cô nhìn thấy việc Chibiusa cùng với Pegasus hay tạo ra một hình ảnh thu nhỏ về hệ mặt trời. Khi câu chuyện bắt đầu phát triển, Hotaru buộc phải thức tỉnh thành Sailor Saturn lần nữa để đánh bại Queen Nehellenia.
Sau trận đánh với Dead Moon, Hotaru trở lại cuộc sống bình thường với các Outer Senshi. Cùng lúc đó, cô nhớ lại quá khứ của mình và bắt đầu kết bạn với các Senshi khác, và là bạn tốt với Chibiusa, người cùng tuổi với cô. Trong Star arc, Hotaru rất buồn khi Chibiusa quyết định quay trở lại thời đại của mình. Khi các Outer Senshi rời đi để đến lâu đài của họ để bảo vệ hệ mặt trời từ một kẻ xâm lược bí ẩn, cô ở lại trong sự chăm sóc của Luna và Artemis, nhưng cô đã cảm nhận sự nguy hiểm đến với Outer Senshi và biến mất khỏi Trái Đất để bảo vệ họ. Một bản ghi âm 3 chiều của Sailor Moon được tìm thấy ở Charon Castle cho thấy Hotaru cố gắng bảo vệ Sailor Pluto từ tay Sailor Galaxia nhưng cả hai đều bị giết. Hotaru xuất hiện lần nữa ở thiên hà Cauldron với các Senshi khác, được giải thoát khỏi Sailor Galaxia nhờ Sailor Moon.

### Nhạc kịch
Sau khi xuất hiện trong hình dạng Miss Dream, Hotaru sớm gây dựng một tính cách ham chơi trong musicals, khác với những phiên bản khác của cô. Trong musicals, Hotaru được đóng bởi Keiko Takeda, Chihiro Imai, Asami Sanpei, Mao Mita, Mario Tomioka, Ayami Kakiuchi,, Ruria Nakamura, Yui Iizuka và Eriko Funakoshi.

### Gia đình
Mẹ của Hotaru, Keiko, chết trong tai nạn phòng thí nghiệm thuở ban đầu. Hotaru sống với cha cô, Souichi Tomoe. Trong manga và anime Crystal, Sailor Moon đã giết Souichi nhưng trong anime 90s, ông vẫn sống và nuôi cô bé Hotaru vừa tái sinh cho đến khi Setsuna Meioh đến đón cô bé đi ở phần đầu của Sailor Moon Stars. Sau đó cô được nhận nuôi bởi  Haruka Tenoh (Sailor Uranus), Michiru Kaioh (Sailor Neptune) và Setsuna Meioh (Sailor Pluto), và cô gọi họ lần lượt là "Haruka papa", "Michiru mama" và "Setsuna mama".

### Mối quan hệ
Hotaru không có mối quan hệ tình cảm nào trong series. Tuy nhiên, cô thường được người hâm mộ ghép đôi với Chibiusa. Hotaru và Chibiusa là bạn tốt trong cả anime và manga, và là một phần của gia đình với Haruka, Michiru và Setsuna trong Dream arc trong manga. Cô còn sống với Haruka và Michiru trong season Sailor Stars, nhưng mối quan hệ "gia đình" không được như trong manga. Sau khi được thức tỉnh lần thứ 2 thành Sailor Saturn, cô hiếm khi xuất hiện trong bất kì phiên bản nào mà không có sự đi kèm của Sailor Pluto.

## Biệt hiệu

### Sailor Saturn
Là hình dạng thứ hai của Hotaru sau khi biến đổi.

### Mistress 9
Là hình dạng khác của Hotaru khi bị ác quỷ điều khiển cơ thể.

### Princess Saturn
Cô ở trong Lâu đài Titan và có nhiệm vụ bảo vệ vòng ngoài Thái Dương Hệ cùng với ba Chiến binh vòng ngoài (Outer Shenshi) còn lại.

## Phụ kiện, vũ khí của Thủy thủ Sao Thổ

### Lưỡi Hái Trầm Mặc

Thủy thủ Sao Thổ bên cây lưỡi hái (hình ảnh trong Sailor Moon Crystal)

Lưỡi Hái Trầm Mặc (Silence Glaive) là vũ khí của Thủy thủ Sao Thổ. Nó được cô sử dụng trong hầu hết các chiêu thức cũng giống như Thủy thủ Sao Diêm Vương dùng Garnet Rod (Hồng Ngọc Lựu). Các chiêu thức có thể kể đến là Silence Glaive Surprise, Silence Wall, Death Reborn Revolution, và Galactica Cannon.
Nó biểu tượng cho sự chấm hết. Sử dụng Lưỡi Hái Trầm Mặc, Thủy thủ Sao Thổ có thể dốc hết toàn bộ sức mạnh của mình trong một lần vung hái, cô có thể hủy diệt toàn bộ một hành tinh, biến tất cả trở thành tro bụi. Một minh chứng cho sức mạnh tàn khốc này là sự sụp đổ của Thiên Niên Kỷ Bạc hưng thịnh trong manga. Các chiến binh hệ Mặt trời ngoài đã triệu hồi cô khi mọi người trên hành tinh này đã chết. Mọi tàn tích của một đế chế tuyệt vời bỗng chốc bị xóa sạch. Tuy nhiên, việc dùng toàn bộ sức mạnh của thứ vũ khí này là một con dao hai lưỡi. Cô được ban cho sức mạnh tàn khốc thì cô cũng phải chết nếu như thi triển chiêu thức cuối cùng ấy.
Dù vậy, nếu không dồn tất cả sức mạnh cho đòn tấn công mang tính quyết định, sao Thổ vẫn có thể sử dụng các chiêu thức khác một cách bình thường và chỉ gây sát thương lên những mục tiêu đã định sẵn.
- Ghi chú khác:

– Dường như ý tưởng cho ra đời Lưỡi Hái Trầm Mặc được khởi nguồn từ hai chiếc lưỡi hái tử thần trong thần thoại Hy Lạp, những chiếc lưỡi hái của Saturn/Cronus.
– Có một lỗi khá phố biến là nhiều fan của Sailor Moon cho rằng Lưỡi Hái Trầm Mặc là một Báu vật.
– Sao Thổ là lựa chọn cuối cùng khi không thể làm khác được. Khi cô được triệu tập và sử dụng chiêu thức tối thượng của mình, lưỡi hái được vung lên thì mặt đất bị cắt đứt ra. Nó chỉ ngừng lại khi cô hạ xuống.
– Lưỡi Hái Trầm Mặc ngoài việc dùng để tấn công, có còn có khả năng tạo một lớp sương mỏng làm mất phương hướng kẻ thù (Silence Glaive Surprise trong phiên bản Manga) hay tạo một hàng rào bảo vệ (Silence Wall).

## Trang phục

### Anime
Trang phục của Sailor Saturn màu chủ đạo là màu tím (đá đính trên vương miện, cổ áo, tay áo, vòng cổ, váy, trâm cài áo, giày). Cổ áo cô không có sọc, miếng đệm vai của cô màu trắng, mỏng, có hình cánh hoa, vòng cổ có ngôi sao 6 cánh đính ở trên và cô mang một đôi bốt dây cao cổ màu tím. Màu nhấn trên bộ trang phục là màu nâu đậm (nơ trước ngực và nơ sau), ở trung tâm nơ đằng trước là một viên đá trong suốt cũng giống hình ngôi sao nhưng có nhiều cánh hơn. Cô đeo một đôi khuyên tai màu trắng hình Sao Thổ, ở dưới là viên kim cương hình thoi cùng màu.

### Manga
Trang phục của Sailor Saturn trong manga không khác so với anime 90s. Khi lên cấp Super, ngôi sao trên vòng cổ của cô có thêm một viên đá màu tím.
Khi lên cấp Eternal, vòng cổ của cô màu tím, có hình chữ V và có ngôi sao màu vàng đính ở trên, trâm cài ở ngực thì có hình một ngôi sao màu tím. Miếng đệm vai của cô phồng lên, có màu tím nhạt, đính hai mảnh vải màu tím ở bên dưới. Găng tay của cô dài đến tận cánh tay cô. Trong Artbook, cô có dây đeo hình chữ V màu tím, đính ngôi sao ở tay, nhưng chúng không xuất hiện trong Manga. Thắt lưng gồm hai dải ruy băng, một tím và một tím đậm, mỏng và dài. Tại nơi giao nhau của hai dải ruy băng đính một ngôi sao năm cánh màu vàng. Nơ sau của cô chuyển thành màu tím. Váy của cô có hai lớp: Tím bên trên và tím nhạt bên dưới. Bốt của cô cao tới gần đầu gối, màu trắng, có viền là hình chữ V tím, đính một ngôi sao màu vàng. Vương miện của cô đính một ngôi sao năm cánh màu tím, hoa tai của cô là một ngôi sao có cùng màu.

### Princess Saturn
Cô mặc váy đầm màu tím, mang găng tay và băng cổ cùng dây chuyền màu tím. Cô có ký hiệu Sao Thổ trên trán.

## Chiêu thức và Sức mạnh
Hotaru là chiến binh của cái chết, sự hủy diệt và tái sinh. Các Outer Senshi đã nói rằng tuyệt đối không được để Sailor Saturn thức tỉnh, vì khi đó Trái đất sẽ diệt vong. Nhìn chung, bên cạnh Sailor Moon, Hotaru được xem như chiến binh có nhiều năng lực đặc biệt và mạnh mẽ nhất. Cô được cho là có thể làm nổ tung một hành tinh, thậm chí là cả một hệ hành tinh, cũng như đưa cả thế giới về cõi hư vô.
Trong cả manga và anime, Hotaru đều thể năng lực kì lạ kể cả trong hình dạng bình thường, như khả năng làm lành vết thương. Trong anime, cô còn có thể gây ảnh hưởng đến các Daimon bằng nhiều cách khác nhau: cô tự tạo một hàng rào bảo vệ xung quanh cô để chống lại U-Tomodachi, tạo một dòng điện cực mạnh chống lại U-Baulla, đẩy lùi U-Ndokai, và đóng băng U-Chouten tại chỗ. Năng lực của cô trong anime có thể liên quan đến sức mạnh chưa được thức tỉnh của Sailor Saturn trong cô, hoặc là do sự có mặt của Mistress 9.
Hotaru sở hữu vũ khí là Lưỡi hái trầm mặc (The Silence Glaive). Lưỡi hái trầm mặc được cho là sẽ chấm dứt sự nhiễu nhương và hủy diệt cả địa cầu khi nó được vung xuống.

### Anime 90s
- Biến đổi

- Sailor Saturn chưa bao giờ biến đổi trong anime.
- Tấn công

- Silence Glaive Surprise
- Silence Wall

### Manga
- Biến đổi

- Saturn Crystal Power, Make Up!(Năng lượng Pha lê sao Thổ, biến thân!).
- Chiêu thức

- Death Reborn Revolution (Luân Chuyển Sinh Tử)
- Silence Wall (Bức tường tĩnh lặng)
- Silence Glaive Surprise
- Galactica Glaive Surprise

### Video Games
- Biến đổi

- Saturn Planet Power, Make Up.
- Chiêu thức

- Silence Glaive.
- Press Crusher.
- Death Ribbon Revolution.
- Death Drive Break.
- Silence Buster.

## Thông tin bên lề
- Hotaru được lồng tiếng bởi Yuko MInaguchi và Yukio Fujii.
- Sailor Saturn là Thủy thủ duy nhất chưa bao giờ biến đổi trong anime 90s.
- Ký tự kanji đầu tiên trong họ của Hotaru cũng là ký tự đầu tiên trong tên tiếng Nhật của Sao Thổ. Tên cô dịch từng chữ sẽ là "đom đóm lớn lên từ trái đất". Đom đóm được đồng nghĩa với linh hồn người chết trong truyền thuyết Nhật Bản.
- Tên của Hotaru không bị thay đổi trong bản lồng tiếng Anh; tuy nhiên, cách phát âm là "toe-moe" thay vì "toe-moe-eh".
- Trong bản dịch manga Tây Ban Nha, tên của cô lúc đầu được giữ lại là "Hotaru", rồi lại dịch thành "Olivia", giống với bản tiếng Pháp, cho dù trong bản lồng tiếng anime Tây Ban Nha tên cô là "Andrea". Trong volume cuối, tên cô được đổi cho giống với anime.